# Суперлига Македоније у рукомету
Суперлига Македоније у рукомету је прва рукометна лига у Северној Македонији.

## Историја
Прва лига Македоније је основана 1992. године а пре тога клубови из Македоније су се такмичили у лигама СФР Југославије. Шампион прве сезоне 1992/93. је био Пелистер из Битоља. До сада најуспешнија екипа у Македонији је Вардар са 13 освојених титула првака државе.

## Шампиони
| - 1992–93 : Пелистер - 1993–94 : Пелистер - 1994–95 : Борец - 1995–96 : Пелистер - 1996–97 : Преспа - 1997–98 : Пелистер - 1998–99 : Вардар | - 1999–00 : Пелистер - 2000–01 : Вардар - 2001–02 : Вардар - 2002–03 : Вардар - 2003–04 : Вардар - 2004–05 : Пелистер - 2005–06 : Металург | - 2006–07 : Вардар - 2007–08 : Металург - 2008–09 : Вардар - 2009–10 : Металург - 2010–11 : Металург - 2011–12 : Металург - 2012–13 : Вардар | - 2013–14 : Металург - 2014–15 : Вардар - 2015–16 : Вардар - 2016–17 : Вардар - 2017–18 : Вардар - 2018–19 : Вардар |

## Успешност клубова
| Клуб     | Титула | Година                                                                       |
| -------- | ------ | ---------------------------------------------------------------------------- |
| Вардар   | 13     | 1999, 2001, 2002, 2003, 2004, 2007, 2009, 2013, 2015, 2016, 2017, 2018, 2019 |
| Пелистер | 6      | 1993, 1994, 1996, 1998, 2000, 2005                                           |
| Металург | 6      | 2006, 2008, 2010, 2011, 2012, 2014                                           |
| Борец    | 1      | 1995                                                                         |
| Преспа   | 1      | 1997                                                                         |